# Liste des politiciens tués durant la guerre de la drogue au Mexique
Depuis le début de la guerre de la drogue au Mexique en 2006 les politiciens, surtout les maires, sont de plus en plus visés par les groupes armés criminels. Les principales régions dans lesquelles meurent ces politiciens sont gangrénées par les violences associées à la drogue. Le groupe de recherche Justice in Mexico recense 209 maires qui ont perdu la vie entre 2002 et 2018. Entre 2005 et 2015, 209 politiciens de manière générale furent assassinés, la majorité dans les États de Michoacán et de Guerrero,,.

## Liste
| Nom                                                    | Date              | Parti politique | Poste                                                                   | Lieu                                       | Sexe  | Remarque | Présidence                  | Sources |
| ------------------------------------------------------ | ----------------- | --------------- | ----------------------------------------------------------------------- | ------------------------------------------ | ----- | --- | --------------------------- | ------- |
| Teodoro Herrera Sosa                                   | 18 janvier 2005   | PRI             | Ancien maire                                                            | Soto la Marina, Tamaulipas                 | Homme | Les corps de Herrera Sosa, et ses fils Jaime et Teodoro, ont été retrouvés sur l'autoroute Soto La Marina-Casas, menottés. Ils avaient des impacts de balles. | Vicente Fox                 | [ 4 ]   |
| Fernando Chávez López                                  | 8 juillet 2005    | PRI-PVEM        | Maire                                                                   | Tomatlan, Michoacán                        | Homme | Fernando Chávez López a été tué de nuit par trois hommes armés lorsqu'il se trouvait sur un terrain de basket | Vicente Fox                 | ,       |
| Neguib Tadeo Manrique Madariaga                        | 13 janvier 2006   | PRI             | Maire                                                                   | Veracruz, Veracruz                         | Homme | Neguib Tadeo Manrique Madariaga a été tué avec quatre autres personnes lors d'une fusillade liée au trafic de stupéfiants. | Vicente Fox                 | [ 7 ]   |
| Raúl Delgado Benavides                                 | 15 juillet 2006   |                 | Maire                                                                   | Cuautitlán, Jalisco                        | Homme | Il a été abattu à l'aide d'AK-47 alors qu'il se déplaçait à bord d'une voiture protégée par une escorte. | Vicente Fox                 | [ 8 ]   |
| 11 décembre 2006 : début de la guerre contre la drogue |                   |                 |                                                                         |                                            |       | |                             |         |
| Juan Antonio Guajardo Anzaldúa                         | 29 novembre 2007  | PT              | Ancien maire, sénateur et député                                        | Río Bravo, Tamaulipas                      | Homme | Juan Antonio Guajardo Anzaldúa, a été assassiné avec cinq personnes, alors qu'il sortait d'un café de Río Bravo. | Felipe Calderón             | [ 9 ]   |
| Leopoldo Juárez Urbina                                 | 8 mai 2008        | Convergencia    | Ancien maire                                                            | Cherán, Michoacán                          | Homme | Il a été enlevé par des hommes armés. | Felipe Calderón             | [ 10 ]  |
| Marcelo Ibarra Villa                                   | 1er juin 2008     | PRI             | Maire                                                                   | Villa Madero, Michoacán                    | Homme | Marcelo Ibarra Villa se déplaçait en voiture avec sa famille quand un groupe d'hommes armés l'arrête et prend son argent. Il est agressé à l'aide d'un couteau, se réfugie sous sa voiture et est tué d'une balle dans la tête.                                                         | Felipe Calderón             | [ 11 ]  |
| Manuel de Jesús Angulo Torres                          | 4 juin 2008       | PRI             | Maire                                                                   | Topia, Durango                             | Homme | Il a été enlevé dans un restaurant avec son frère. | Felipe Calderón             | [ 12 ]  |
| Homero Lorenzo Ríos                                    | 24 septembre 2008 | PRD             | Maire, candidat au poste de représentant local                          | Ayutla, Guerrero                           | Homme | Homero Lorenzo Ríos est assassiné à proximité de son domicile. | Felipe Calderón             | ,       |
| Salvador Vergara Cruz                                  | 8 octobre 2008    | PRI             | Maire                                                                   | Ixtapan de la Sal,État de Mexico           | Homme | Salvador Vergara Cruz, âgé de 34 ans, a été tué par des individus cagoulés et armés de fusils semi-automatiques alors qu'il se rendait à Ixtapan de la Sal. | Felipe Calderón             | [ 15 ]  |
| José Vázquez Piedra                                    | 22 novembre 2008  | PRD             | Ancien maire                                                            | Turicato, Michoacán                        | Homme | Vazquez Piedra et son épouse, Irasema López Rivera, voyageaient à bord d'une voiture, lorsque plusieurs individus qui étaient positionnés au bord de la route ont tiré plus de 70 coups de feu vers eux. Il est tué et sa femme blessée.                                                | Felipe Calderón             | [ 16 ]  |
| Claudio Reyes Núñez                                    | 6 février 2009    | PRI             | Maire                                                                   | Otáez, Durango                             | Homme | Claudio Reyes Núñez a été assassiné par étranglement, deux ans après l'assassinat de son fils de 18 ans. | Felipe Calderón             | ,       |
| Francisco Javier Rodríguez Aceves                      | 22 février 2009   | PRD             | Ancien maire                                                            | Petatlán, Guerrero                         | Homme | Rodríguez Aceves a été tué par arme à feu alors qu'il revenait du 56e bataillon d'infanterie d'Acapulco, où il est allé demandé des nouvelles de son fils qui avait été arrêté avec huit autres personnes à Zihuatanejo.                                                                | Felipe Calderón             | [ 17 ]  |
| Octavio Manuel Carrillo Castellanos                    | 24 février 2009   | PRI             | Maire                                                                   | Vista Hermosa, Michoacán                   | Homme | Le maire a est attaqué pendant rentrait chez lui par plusieurs hommes armés sortis de véhicules. Il meurt pendant son transport à l'hôpital. | Felipe Calderón             | ,       |
| Alfonso Rivera Cruz                                    | 20 avril 2009     | PRI             | Maire à titre temporaire                                                | Zapotitlán Tablas, Guerrero                | Homme | Alfonso Rivera Cruz a été tué par balles. Pendant qu'il se trouvait dans sa voiture, avec deux autres personnes qui n'ont pas été blessées, des hommes armés l'ont fait sortir de sa voiture puis l'ont tué.                                                                            | Felipe Calderón             | ,       |
| Luis Carlos Ramírez López                              | 2 juin 2009       | PAN             | Maire                                                                   | Ocampo, Durango                            | Homme | Des hommes armés à bord de neuf véhicules tuent Luis Carlos Ramirez Lopez et trois autres personnes, dont deux jeunes de 15 ans, devant son habitation. | Felipe Calderón             | [ 20 ]  |
| Efraín Gutiérrez Arcos                                 | 11 juin 2009      | PRI             | Ancien maire                                                            | Santa Ana Maya, Michoacán                  | Homme | Efraín Gutiérrez Arcos est abattu par un groupe de cinq hommes armés. | Felipe Calderón             | [ 21 ]  |
| Edelmiro Cavazos Leal                                  | 18 août 2010      | PAN             | Maire                                                                   | Santiago, Nuevo León                       | Homme | Edelmiro Cavazos Leal, maire de Santiago, est enlevé chez lui le 16 août 2010. Il est retrouvé mort le 18 août. | Felipe Calderón             | [ 22 ]  |
| Fortino Cortés Sandoval                                | 28 juillet 2011   | PRI             | Maire                                                                   | Huejúcar, Jalisco                          | Homme | Le maire de Florencia de Benito Juárez, Zacatecas et un leader d'un syndicat d'éleveurs de bétail sont enlevés le 27 juillet. Les corps sont retrouvés le lendemain sur une route de l'État de Jalisco.                                                                                 | Felipe Calderón             | ,       |
| María Santos Gorrostieta Salazar                       | 20 novembre 2012  | PRD             | Ancienne maire                                                          | Morelia, Michoacán                         | Femme | L'ancien maire de Tiquicheo, dans le Michoacán, a été retrouvée morte près de Morelia, après avoir survécu à deux attaques. | Felipe Calderón             | [ 25 ]  |
| Jaime Estrada Corral                                   | 23 mars 2018      | PAN             | Ancien maire                                                            | Route Otáez-Santiago Papasquiaro, Durango  | Homme | Lui et une autre personne se trouvaient dans une camionnette lorsqu'ils ont été interceptés par des individus armés qui les ont exécutés. | Enrique Peña Nieto          | [ 26 ]  |
| Maricela Vallejo Orea                                  | 24 avril 2019     |                 | Maire                                                                   | Atlanca, Veracruz                          | Femme | Des hommes armés ont attaqué la voiture dans laquelle elle se trouvait, avec son mari et leur chauffeur. Ils sont tous tués. L'ancienne maire de Mixtla de Altamirano, María Angélica Méndez Margarito, est arrêtée en novembre 2019 pour sa probable responsabilité dans ce crime.     | Andrés Manuel López Obrador | [ 27 ]  |
| Juan Gabriel Rodríguez Salinas                         | 3 novembre 2019   | PRI             | Ancien maire                                                            | Costa Chica, Oaxaca                        | Homme | Juan Gabriel Rodríguez Salinas se trouvait chez lui, où ses agresseurs sont arrivés pour le tuer. | Andrés Manuel López Obrador | [ 28 ]  |
| Ángel Fuentes Olivares                                 | 3 juin 2020       |                 | Ancien procureur général                                                | Veracruz, Veracruz                         | Homme | Il est tué chez lui. Il était accusé d'abus sexuels. | Andrés Manuel López Obrador | [ 29 ]  |
| Herón Sarabia Mendoza                                  | 21 août 2020      | MORENA          | Chef local de parti, candidat à la mairie                               | Tlapehuala, Guerrero                       | Homme | Herón Sarabia Mendoza et un autre homme sont retrouvés morts sur un trottoir. Ils présentaient des traces de torture. | Andrés Manuel López Obrador | [ 30 ]  |
| César Chávez Garibay                                   | 5 octobre 2020    | PRI             | Ancien maire et député                                                  | Apatzingán, Michoacán                      | Homme | Chávez Garibay attendait son tour dans un salon de coiffure lorsque des hommes armés sont entrés dans établissement et lui ont tiré dessus. Il meurt à l’hôpital. | Andrés Manuel López Obrador | [ 31 ]  |
| Jesús Tinajero                                         | 8 octobre 2020    | MORENA          | Ancien candidat à la mairie                                             | Route Jerécuaro-Apaseo el Alto, Guanajuato | Homme | Les restes de Jesús Tinajero sont retrouvés parmi ceux de deux autres personnes sur la route Jerécuaro-Apaseo el Alto. Des messages dans lesquels le Cartel de Santa Rosa de Lima revendique ces actes sont aussi retrouvés.                                                            | Andrés Manuel López Obrador | [ 32 ]  |
| Florisel Ríos Delfín                                   | 11 novembre 2020  | PRD             | Maire                                                                   | Ixcoalco, Veracruz                         | Femme | Florisel Ríos Delfín est enlevée par une dizaine d'hommes armés et exécutée quelques minutes plus tard dans la commune d'Ixcoalco, dans le centre de Veracruz. | Andrés Manuel López Obrador | [ 33 ]  |
| Aristóteles Sandoval                                   | 18 décembre 2020  | PRI             | Ancien gouverneur et maire                                              | Puerto Vallarta, Guadalajara               | Homme | Aristóteles Sandoval est tué dans un bar de Puerto Vallarta alors qu'il est escorté de 15 gardes du corps. | Andrés Manuel López Obrador | [ 34 ]  |
| Juan Antonio Acosta Cano                               | 12 janvier 2021   | PAN             | Député au Congrès de Guanajuato                                         | Santa Cruz de Juventino Rosas, Guanajuato  | Homme | Juan Antonio Acosta Cano est tué par balles alors qu'il faisait de l'exercice dans la rue. | Andrés Manuel López Obrador | [ 35 ]  |
| Leobardo Ramos Lázaro                                  | 4 février 2021    |                 | Maire                                                                   | Chahuites, Oaxaca                          | Homme | Leobardo Ramos Lázaro est tué par plusieurs hommes armés alors qu'il conduisait sa voiture dans Chahuites. | Andrés Manuel López Obrador | [ 36 ]  |
| Gladys Merlín Castro                                   | 15 février 2021   | PRI             | Ancienne maire                                                          | Cosoleacaque, Veracruz                     | Femme | Gladys Merlín Castro et sa fille de 27 ans, Carla Enríquez Merlín sont tuées dans leur maison par un groupe d'individus armés. Lors de l'attaque, un garde protégeant la maison est blessé.                                                                                             | Andrés Manuel López Obrador | [ 37 ]  |
| Ignacio Sánchez Cordero                                | 24 février 2021   |                 | Fonctionnaire municipal Candidat au poste de maire                      | Puerto Morelos, Quintana Roo               | Homme | Ignacio Sánchez Cordero est tué pendant qu'il se trouvait dans un café en compagnie de plusieurs personnes. | Andrés Manuel López Obrador | [ 38 ]  |
| Melquiades Vázquez Lucas                               | 4 mars 2021       | PRI             | Ancien maire Candidat au poste de maire                                 | Mariano Escobedo, Veracruz                 | Homme | Melquiades Vázquez Lucas est tué dans sa voiture, sur l'autoroute Orizaba-La Perla. | Andrés Manuel López Obrador | [ 39 ]  |
| Yuriel Armando González Lara                           | 4 mars 2021       | PRI             | Candidat au poste de maire                                              | Nuevo Casas Grandes, Chihuahua             | Homme | Il est abattu, près des installations du Comité municipal du PRI. Une seconde personne est tuée. | Andrés Manuel López Obrador | [ 40 ]  |
| Cecilia Yépiz Reyna                                    | 6 mars 2021       |                 | Ancienne secrétaire au Développement Urbain et à l’Ecologie de Nogales  | Nogales, Sonora                            | Femme | Cecilia Yépiz Reyna disparait le 5 janvier 2021. Son corps est retrouvé le 6 mars. | Andrés Manuel López Obrador | [ 41 ]  |
| Pedro Gutiérrez                                        | 17 mars 2021      | MORENA          | Juge municipal Candidat au poste de maire                               | Chilón, Chiapas                            | Homme | Pedro Gutiérrez est tué et brûlé avec l'un de ses fils, ainsi qu'une autre personne, dans le véhicule dans lequel ils voyageaient. | Andrés Manuel López Obrador | [ 42 ]  |
| Ivonne Gallegos                                        | 20 mars 2021      | PAN             | Candidate au poste de maire                                             | Santo Tomás Jalieza, Oaxaca                | Femme | Ivonne Gallegos est tuée alors qu'elle circule à voiture. | Andrés Manuel López Obrador | [ 43 ]  |
| Mayco Fabián Tapia Quiñones                            | 24 mars 2021      | FXM             | Candidat au poste de député                                             | Monterrey, Nuevo León                      | Homme | Mayco Fabián Tapia Quiñones est tué alors qu'il tente de défendre une femme nommée de 22 ans, contre un vol en se précipitant pour essayer de désarmer l'un des assaillants. | Andrés Manuel López Obrador | [ 44 ]  |
| Alejandro Galicia Juárez                               | 30 mars 2021      | PRD             | Candidat au poste de conseiller municipal                               | Apaseo el Grande, Guanajuato               | Homme | Alejandro Galicia Juárez est tué par balles à Apaseo el Grande. Juan Ignacio de la Cruz Avila, délégué municipal au PRD, est grièvement blessé. | Andrés Manuel López Obrador | [ 45 ]  |
| Gonzalo Elías Zopiyactle Colohua                       | 2 avril 2021      | PRI             | Ancien maire                                                            | Zongolica, Veracruz                        | Homme | Gonzalo Elías Zopiyactle Colohua disparait le 29 mars et son corps démembré est retrouvé le 2 avril. | Andrés Manuel López Obrador | [ 46 ]  |
| Francisco Gerardo Rocha Chávez                         | 24 avril 2021     | PVEM            | Candidat au poste de député                                             | Ciudad Victoria, Tamaulipas                | Homme | Francisco Gerardo Rocha Chávez est tué à son domicile. | Andrés Manuel López Obrador | [ 47 ]  |
| Abel Murrieta Gutiérrez                                | 13 mai 2021       | MC              | Candidat au poste de maire Ancien procureur général de l'État de Sonora | Cajeme, Sonora                             | Homme | Abel Murrieta Gutiérrez est tué pendant qu'il fait campagne dans Cajeme. Une jeune femme qui faisait partie de son équipe est également blessée. | Andrés Manuel López Obrador | [ 48 ]  |
| Alma Barragán                                          | 25 mai 2021       | MC              | Candidate au poste de maire                                             | Moroleón, Guanajuato                       | Femme | Alma Barragán est tuée par plusieurs hommes armés pendant qu'elle faisait campagne. Deux autres personnes sont blessées. | Andrés Manuel López Obrador | [ 49 ]  |
| Manuel Aguilar García                                  | 10 juin 2021      | MC              | Maire                                                                   | Acayuca, Hidalgo                           | Homme | Manuel Aguilar García, maire de Zapotlán de Juárez, est tué par balles alors qu'il revenait à son domicile, accompagné de son fils. Le 22 septembre 2021, un mineur de 17 ans se rend aux autorités et avoue avoir tué le maire pour 10 000 pesos (414 euros aux taux du 11 juin 2021). | Andrés Manuel López Obrador | [ 50 ]  |
| Benjamín López Palacios                                | 11 janvier 2022   |                 | Maire                                                                   | Xoxocotla, Morelos                         | Homme | Benjamín López Palacios est assassiné à son domicile, le 11 janvier 2022. | Andrés Manuel López Obrador | [ 51 ]  |
| Daniel Palafox Suárez                                  | 4 février 2022    | PT              | Ancien député                                                           | Empalme, Sonora                            | Homme | Daniel Palafox Suárez disparaît, le 28 janvier 2022, à Guaymas. Il est retrouvé mort le 4 février, dans une chapelle de la Santa Muerte. Son corps porte des traces de torture. | Andrés Manuel López Obrador | ,       |
| Rubén de Jesús Valdez Díaz                             | 8 juin 2022       | PVEM            | Maire                                                                   | Teopisca, Chiapas                          | Homme | Rubén de Jesús Valdez Díaz est tué par plusieurs hommes armés alors qu'il quitte son domicile. | Andrés Manuel López Obrador | [ 54 ]  |
| Humberto Amezcua                                       | 15 mars 2024      | PRI             | Ancien maire et candidat au poste de maire                              | Pihuamo, Jalisco                           | Homme | Humberto Amezcua est assassiné par arme à feu à bord de son véhicule lors d'un affrontement en ville. | Andrés Manuel López Obrador | [ 55 ]  |
| Joaquín Martínez López                                 | 18 mars 2024      | PVEM            | Maire                                                                   | Chahuites, Oaxaca                          | Homme | | Andrés Manuel López Obrador | [ 56 ]  |
| Jaime González Pérez                                   | 23 mars 2024      | MORENA          | Candidat au poste de maire                                              | Acatzingo, Puebla                          | Homme | Jaime González Pérez est tué dans la concession automobile qu'il possédait. | Andrés Manuel López Obrador | [ 57 ]  |
| Gisela Gaytán Gutiérrez                                | 1er avril 2024    | MORENA          | Candidate au poste de maire                                             | Celaya, Guanajuato                         | Femme | Gisela Gaytán Gutiérrez est assassinée par balles alors qu'elle fait campagne dans la localité de San Miguel Octopan. | Andrés Manuel López Obrador | [ 58 ]  |
| Julián Bautista Gómez                                  | 10 avril 2024     | PRI             | Ancien maire et candidat au poste de maire                              | Amatenango del Valle, Chiapas              | Homme | | Andrés Manuel López Obrador | [ 59 ]  |
| Noé Ramos Ferretiz                                     | 19 avril 2024     | PAN             | Ancien maire et candidat au poste de maire                              | Ciudad Mante, Tamaulipas                   | Homme | Noé Ramos Ferretiz fait un direct sur Facebook alors qu'il mange des tamales offerts par des sympathisants, puis est assassiné peu de temps après à coups de couteaux. | Andrés Manuel López Obrador | [ 60 ]  |
| Jesús Franco Lárraga                                   | 15 décembre 2024  | MORENA          | Maire                                                                   | La Huasteca, San Luis Potosí               | Homme | | Claudia Sheinbaum           | [ 61 ]  |
| Lilia Gema García Soto                                 | 15 juin 2025      |                 | Maire                                                                   | San Mateo Piñas, Oaxaca                    | Femme | Lilia Gema García Soto est tuée par un commando armé entré dans la mairie de San Mateo Piñas. Une autre personne est aussi tuée sur les lieux. | Claudia Sheinbaum           | [ 62 ]  |